# Florian Haase
Florian Haase (* 1974 in Berlin) ist ein deutscher, als Rechtsanwalt, Fachanwalt für Steuerrecht und Steuerberater tätiger Rechtswissenschaftler und zugleich Inhaber der Professur für Steuerrecht, insbesondere internationales und europäisches Steuerrecht, an der IU Internationale Hochschule, Bad Honnef.

## Werdegang
Florian Haase wuchs in der Lüneburger Heide in Munster auf. Nach dem Abitur 1994 studierte er von 1996 bis 2000 Rechtswissenschaften an der Universität Hamburg. Es folgten 2002 die Graduierung zum Master of International Taxation (M.I.Tax; ebenfalls Universität Hamburg) sowie 2004 die Promotion an der Martin-Luther-Universität Halle-Wittenberg über ein aktienrechtliches Thema. Nach dem Referendariat beim Hanseatischen Oberlandesgericht (2002–2005) wurde Haase im Mai 2005 zum Rechtsanwalt, im Juni 2008 zum Fachanwalt für Steuerrecht und im Januar 2024 zum Steuerberater bestellt. Seit 2013 ist er als Partner und Niederlassungsleiter der internationalen und interdisziplinären Beratungsgesellschaft Rödl & Partner in Hamburg tätig, seit 2025 ist er auch globaler Gesellschafter der Kanzlei. Bereits im April 2014 wurde er mit 39 Jahren auf die Professur für Steuerrecht, insbesondere Internationales und Europäisches Steuerrecht, an der HSBA Hamburg School of Business Administration berufen. Seit Beendigung dieser Tätigkeit im Jahr 2021 ist er Mitglied der IU Internationale Hochschule, Bad Honnef, und hat dort eine Professur für Deutsches, Internationales und Europäisches Steuerrecht inne.
Neben seiner Professur unterhält Florian Haase mehrere Lehraufträge an Universitäten und Hochschulen im In- und Ausland und ist als Dozent an der Bundesfinanzakademie tätig. Haase ist Mitglied in mehreren steuerrechtlichen Vereinigungen, wissenschaftlicher Beirat der IFA-Sektion Nord der Deutschen Vereinigung für Internationales Steuerrecht (deutsche Landesgruppe der International Fiscal Association), geschäftsführender Mitherausgeber der im Verlag Dr. Otto Schmidt erscheinenden steuerlichen Fachzeitschrift Die Unternehmensbesteuerung (Ubg) sowie Mitherausgeber der im Verlag C.H. Beck erscheinenden Zeitschrift für das Recht der Personengesellschaften und Einzelunternehmen (ZPG). Haase ist insbesondere der internationalen akademischen Fachwelt durch sein zusammen mit Georg Kofler (WU Wien) herausgegebenes Werk "The Oxford Handbook of International Tax Law" (2023) sowie weitere englischsprachige Handbücher und Monographien bei führenden englischen Verlagshäusern (Edward Elgar Publishing; IBFD) bekannt geworden.

## Forschung
Florian Haase forscht zum deutschen Steuerrecht und dessen internationalen Bezügen und Querverbindungen zu anderen Rechtsgebieten (v. a. zum Gesellschaftsrecht und Verfassungsrecht). Seine Forschungsschwerpunkte liegen im (internationalen) Unternehmenssteuerrecht (z. B. bei M&A-Transaktionen, Umstrukturierungen, Konzernreorganisationen, Unternehmenssanierungen, Private-Equity- und Immobilientransaktionen sowie komplexen Finanzierungen), in der Steuerplanung (auch für natürliche Personen), im Investmentsteuerrecht und im internationalen und europäischen Steuerrecht in seiner ganzen Breite.
Das Schriftenverzeichnis von Florian Haase umfasst mehr als 350 Veröffentlichungen in Fachzeitschriften, Sammelwerken und Tageszeitungen in deutscher und englischer Sprache. Er ist Herausgeber und Autor mehrerer Kommentare, Handbücher, Lehrbücher, Studienmaterialien und Festschriften zum deutschen und internationalen Steuerrecht. Haase ist zudem ein gefragter Redner bei nationalen und internationalen Kongressen und Fachveranstaltungen. Vorträge führen ihn regelmäßig auch in andere Staaten, zu internationalen Fachvereinigungen und ausländischen Universitäten.

## Publikationen (Auswahl)
- Internationales und Europäisches Steuerrecht. 5. Auflage. Müller Verlag, Heidelberg 2017.
- AStG/DBA. 3. Auflage. Müller, Heidelberg 2016.
- mit Katrin Dorn (Hrsg.): Vermögensverwaltende Personengesellschaften. 3. Auflage. Beck, München 2018, ISBN 978-3-406-71597-6.
- Taxation of International Partnerships. IBFD Series, 2014.
- Die Hinzurechnungsbesteuerung: Grundlagen – Problemfelder – Gestaltungsmöglichkeiten. 2. Auflage. Herne 2008.
- mit Matthias Hofacker: Klausurenkurs im internationalen und europäischen Steuerrecht. 2. Auflage. Müller, Heidelberg 2015.
- Multilaterales Instrument. Müller, Heidelberg 2018.
- mit Franz Hruschka (Hrsg.): Umwandlungssteuergesetz. Schmidt, Berlin 2016.
- mit Monika Jachmann-Michel (Hrsg.): Beck’sches Handbuch Immobiliensteuerrecht. Beck, München 2015, ISBN 978-3-406-67872-1.
- Investmentsteuergesetz. 2. Auflage. Schäffer-Poeschel, Stuttgart 2015.
- Überlegungen zur Reform der Hinzurechnungsbesteuerung. Köln 2017. (ifst-Schrit. 521.) ISBN 978-3-89737181-1.
- mit Katrin Dorn (Hrsg.): Investmentsteuerrecht. 2. Auflage. Springer, Gabler, Wiesbaden 2015.
- (Hrsg.)Geistiges Eigentum im Steuerrecht. Nationales und internationales Steuerrecht der immateriellen Wirtschaftsgüter. Schmidt, Köln 2012, ISBN 978-3-504-26025-5.